# Breathe (Blu Cantrell-dal)
A Breathe Blu Cantrell amerikai énekesnő és Sean Paul rapper kislemeze Cantrell második, Bittersweet című stúdióalbumáról. Az albumon a dal Sean Paul rapbetétje nélkül szerepel, kislemezen a rapváltozat jelent meg.

## Fogadtatása
A 2003 nyarán megjelent dal nagy sláger lett az USA-ban és Európában is. A dal Dr. Dre What’s the Difference című dalának instrumentális változatán alapul, ami pedig Charles Aznavour Parce que tu crois című dalából használ fel részletet.
Az Egyesült Királyságban a hivatalos letöltési slágerlista elején nyitott 2003. augusztus 4-én, és négy hétig vezette a listát.

## Videóklip és remixek
Videóklip készült az album- és a rapváltozathoz is.

### Hivatalos verziók, remixek
- Album Version – 3:25
- Andy & The Lamboy Radio Mix – 3:47
- Ed Funk & D Rok Remix (Garage Mix) – 5:31
- Instrumental – 3:46
- Rap Version – 3:48
- Rap Version (Radio Mix – featuring Sean Paul) – 3:51

## Változatok
Európai és brit CD maxi kislemez
1. Breathe (Rap Version – Radio Mix) (feat. Sean Paul) – 3:49
2. Breathe (Album Version – Radio Mix) – 3:21
3. Breathe (Andy & The Lamboy Radio Mix) – 3:46
4. Breathe (Instrumental) – 3:45

Európai és brit CD kislemez
1. Breathe (Rap Version) (feat. Sean Paul) – 3:48
2. Breathe (Album Version) – 3:25
3. Breathe (Ed Funk & D Rok Remix) – 5:31

CD maxi kislemez
1. Breathe (Rap Version) (feat. Sean Paul) – 3:48
2. Breathe (Rap Version) (feat. E-40) – 3:45
3. Breathe (Instrumental) – 3:46

Francia CD kislemez
1. Breathe (Rap Version – Radio Mix) (feat. Sean Paul) – 3:51
2. Breathe (Album Version – Radio Mix) – 3:21

USA 12" maxi kislemez (2002)
A oldal
1. Breathe (Rap Version) (feat. Sean Paul) – 3:48
2. Breathe (Instrumental) – 3:45
3. Breathe (Rap Version A Cappella) (feat. Sean Paul) – 3:48

B oldal
1. Breathe (Rap Version) (feat. E-40) – 3:45
2. Breathe (Instrumental) – 3:40
3. Breathe (Rap Version A Cappella) – 3:43

## Helyezések
| Slágerlista (2002)                  | Legmagasabb helyezés |
| ----------------------------------- | -------------------- |
| USA Billboard Hot Dance Club Play   | 17                   |
| USA Billboard Hot R&B/Hip-Hop Songs | 83                   |
| USA Billboard Rhythmic Top 40       | 23                   |
| Slágerlista (2003)                  | Legmagasabb helyezés |
| Ausztrál ARIA Singles Chart         | 8                    |
| Ö3 Austria Top 40                   | 11                   |
| Belga kislemezlista                 | 22                   |
| Brit kislemezlista                  | 1                    |
| Dán kislemezlista                   | 7                    |
| Europe Top 100                      | 1                    |
| Francia kislemezlista               | 13                   |
| Holland kislemezlista               | 4                    |
| Ír IRMA kislemezlista               | 1                    |
| Német kislemezlista                 | 7                    |
| Norvég kislemezlista                | 6                    |
| Svájci kislemezlista                | 5                    |
| Svéd kislemezlista                  | 14                   |
| Top40-Charts.com Web Top 100        | 28                   |
| USA Billboard Hot 100               | 70                   |
| USA Billboard Top 40 Mainstream     | 36                   |
| USA Billboard Top 40 Tracks         | 37                   |
| Nemzetközi egyesített slágerlista   | 8                    |

## Év végi pozíciók
2003 év végi listás helyezések.
| Ország/Lista          | Legmagasabb helyezés |
| --------------------- | -------------------- |
| Ausztria              | 65                   |
| Dánia                 | 26                   |
| Egyesült Királyság    | 6                    |
| Europe Top 100        | 20                   |
| Franciaország         | 59                   |
| Hollandia             | 52                   |
| Írország              | 15                   |
| Norvégia              | 18                   |
| Svájc                 | 15                   |
| Svédország            | 35                   |
| World Airplay Top 100 | 26                   |
| World Singles Top 100 | 25                   |